# Kurt Pfammatter
Kurt Pfammatter (* 30. März 1941 in Visp; † 24. Juli 2022 in Brig-Glis) war ein Schweizer Eishockeyspieler.

## Karriere
Kurt Pfammatter spielte seine gesamte Karriere von 1957 bis 1972 für den EHC Visp. Am 3. Februar 1962 war er der jüngste Spieler des Teams, als der EHC Visp 3:0 über den HC Davos siegte und dadurch Schweizer Meister wurde. Pfammatter schoss in diesem Spiel innerhalb von 20 Sekunden zwei Tore. Im Jahre 1964 wurde er zudem Schweizer Cup-Sieger. 
Im Alter von 19 Jahren spielte er erstmals für die Schweizer Nationalmannschaft und nahm mit dieser an drei Weltmeisterschaften teil. Des Weiteren gehörte Pfammatter zum Aufgebot bei den Olympischen Winterspielen 1964 in Innsbruck, wo das Team den achten Platz belegte.
Am 24. Juli 2022 starb Pfammatter im Alter von 81 Jahren an den Folgen einer Nervenkrankheit.